# Давиде Ландзафаме
Давиде Ландзафаме (Davide Lanzafame) е италиански футболист играещ за Бреша, под наем от Палермо и Ювентус. Най-често се подвизава като поддържащ нападател, но успешно играе по крилата и като атакуващ полузащитник.
Юноша на Ювентус, преминава през редица отбори - Ювентус, Бари, Палермо, Парма, преди отново да заиграе за Ювентус, но под наем от Палермо, през първата полувина на сезон 2010/2011. Това става след договорка по правата на играча, след като от 2008 г. Палермо и Ювентус притежават по 50% от неговите права. През зимния трансферен прозорец преминава под наем в Бреша до края на сезона в Серия А.